# NGC 2938
NGC 2938 este o galaxie spirală situată în constelația Dragonul. A fost descoperită în 2 aprilie 1801 de către William Herschel. Se află la o distanță de 43,25 de megaparseci de Pământ.